# Yves Caristan
Pour les articles homonymes, voir Caristan.
Yves Denis Caristan est un géophysicien français qui a occupé des postes de direction au CEA, au BRGM et à l'Université Paris-Saclay.

## Biographie
Après ses études à l'école normale supérieure (Paris) en 1975, Yves Caristan soutient une thèse en géophysique au MIT en 1981,.
Il entre au CEA en 1981 et devient responsable des études d'environnement au centre d'expérimentation du Pacifique jusqu'en 1990. La plupart de ses publications scientifiques datent de cette époque. Il soutient une thèse d'État en physique à l'université de Grenoble en 1984.
De 1990 à 1996 il est à la tête du laboratoire de détection et géophysique (LDG) du département analyse, surveillance, environnement (DASE) au centre CEA de Bruyères-le-Châtel puis dirige le département jusqu'en 1999. 
Durant cette période il participe en tant qu’expert scientifique à la délégation française à la Conférence mondiale pour le désarmement, notamment dans le contexte du TICE signé en 1996.
De 1999 à 2004 il est directeur général du BRGM.
Il devient président du comité supérieur d'évaluation des risques volcaniques et membre de l'union américaine de géophysique. Il est promoteur en France des  Knowledge
and Innovation Communities for Climate  (Climate KIC) de l'Institut européen d'innovation et de technologie.
De 2005 à 2012 il est directeur de la physique à la direction des sciences de la matière (DSM) et membre du conseil de direction de grands moyens européens : laboratoire Léon Brillouin, synchrotron ESRF, réacteur à haut flux et membre du comité consultatif pour la fusion de la commission européenne (CCE FU). Il devient directeur du centre de recherche CEA de Saclay et participe à la création de l'Université Paris-Saclay.
De 2012 à sa retraite en 2015 il est directeur des affaires internationales de cette université. Après cette date il est conseiller pour les candidatures de programme aux projets européens.

## Distinctions
- Prix CEA en 1998.
- Prix Lamb en 1999.
- Chevalier dans l'ordre de la Légion d’Honneur en 2001[7].
- Chevalier (1988) puis officier de l'Ordre National du Mérite en 2008[8].
- Membre de l'Académie des technologies et secrétaire général de l'association des académies de technologie européennes.